# Хэлфорд, Роб
Роберт Джон Артур (Роб) Хэ́лфорд (англ. Robert John Arthur "Rob" Halford; род. 25 августа 1951 года) — британский музыкант, автор песен и продюсер, в первую очередь известный как вокалист британской хеви-метал-группы Judas Priest (в 1973—1991 гг. и с 2003 года по нынешнее время). По версии журнала Classic Rock, занимает 9-е место в рейтинге лучших фронтменов рок-музыки, а также он занимает 4-е место в рейтинге лучших хэви-метал-фронтменов по версии журнала New Musical Express, 4-е же место в списке «66 лучших хард-рок/метал-фронтменов всех времён» по версии онлайн-журнала Loudwire и 129-е место в списке 200 лучших певцов всех времён по версии журнала Rolling Stone.
Покинув коллектив в 1993 году на волне спада интереса к металу, Хэлфорд долгое время экспериментировал с различными музыкальными жанрами. Однако, вернувшись к традиционному металу, он как сольный исполнитель достиг успеха, куда большего, чем пользовалась на тот момент покинутая им группа. Возвращение Хэлфорда в Judas Priest в 2003 году вернуло группе былую популярность, но в то же время не стало препятствием для сольной карьеры музыканта в рамках его собственной группы Halford.

## Юные годы
Роберт Джон Артур Хэлфорд родился 25 августа 1951 года в Саттон Колдфилд, Англия. Затем его родители переехали в Уолсолл (расположен в 8 км на северо-запад от Бирмингема (Западный Мидлендс), где и поныне находится дом музыканта. Его отец работал сталеваром, мать некоторое время была домохозяйкой, а затем воспитательницей в детском саду. Кроме Роберта, старшего сына, в семье Хэлфордов было ещё двое детей: сестра Сью и брат Найджел.
В школе Хэлфорд, по его собственным словам, не был ни бузотёром, ни тихоней. Если ему был интересен предмет, то он старался, если нет, то скорее прогуливал. Его любимыми предметами были музыка, английский язык и, прежде всего, история. Вокальные способности Роба впервые обнаружились в возрасте 8 лет, когда он пел в школьном хоре. Но талант мальчика не получил своего развития, пока, став подростком, Хэлфорд не проявил более активный интерес к музыке. В своей первой группе он оказался ещё будучи 15-летним школьником. Коллектив назывался Thakk, его лидер-гитаристом был школьный учитель. Обычно группа исполняла кавер-версии песен The Yardbirds, Free, Джимми Хендрикса и The Rolling Stones. По признанию Хэлфорда в то время он серьёзно не увлекался музыкой, и, окончив школу, совершенно не представлял, чем хочет заниматься дальше. Вскоре Хэлфорд прочитал в местной газете рекламу о приёме на работу в Большой театр в Вулвергемптоне, где с большим удовольствием и стал работать. Парень работал учеником осветителя и сыграл несколько любительских ролей на сцене. Хотя он пробыл на этой работе всего пару лет, по собственным словам, у Роба именно тогда появилось настоящее желание выступать на сцене. Именно оно, а также страх, что можно тренироваться годами, и в результате оказаться рядом с подмостками, заставили парня покинуть работу и «попробовать другой подход, который может дать скорейшие результаты».

## Музыкальная карьера

### Первые группы
Ощутив определённый интерес к музыке, Роб в то же время не был уверен, чем именно он хотел заниматься:
Когда я ушёл из театра, я действительно захотел заняться музыкой, однако, я не был полностью уверен, что я могу заниматься чем-нибудь определённым. Я думаю, что я был немного растерян, был на перепутье, так что этот период моей жизни был относительно неясным. Я собрал группу под названием Lord Lucifer и затем переименовал её в Hiroshima. Вот тогда я впервые по-настоящему попробовал рок. Это продолжалось около года, и затем я присоединился к Judas Priest.

### Judas Priest
В 1973 году музыканты Judas Priest искали замену покинувшим группу вокалисту Алану Аткинсу и барабанщику Крису Кемпбеллу (англ. Chris Campbell). В то время басист группы Иэн Хилл встречался с девушкой по имени Сью Хэлфорд (позже ставшей его первой женой). Сью предложила на роль вокалиста своего брата Роберта. В небольшой квартире на окраине Бирмингема Judas Priest встретились с Робом Хэлфордом. Во время встречи выяснилось, что у них общие музыкальные интересы и пристрастия. Когда речь зашла о барабанщике, Хэлфорд предложил кандидатуру Джона Хинча, с которым он играл в своей предыдущей группе Hiroshima. После этого разговора вскоре все четверо собрались в школе «Holy Joe» (репетиционной базе Judas Priest) и начали репетировать. Впоследствии Кей Кей Даунинг признался, что захотел попробовать Хэлфорда в качестве вокалиста Judas Priest после того, как услышал, как тот при первой их встрече подпевал звучавшей по радио песне в исполнении американской певицы Дорис Дэй — звезды 1950-х — 60-х. Также Даунинг выяснил, что Хэлфорд умеет играть на губной гармонике, что очень ценилось в блюзовых коллективах того времени.

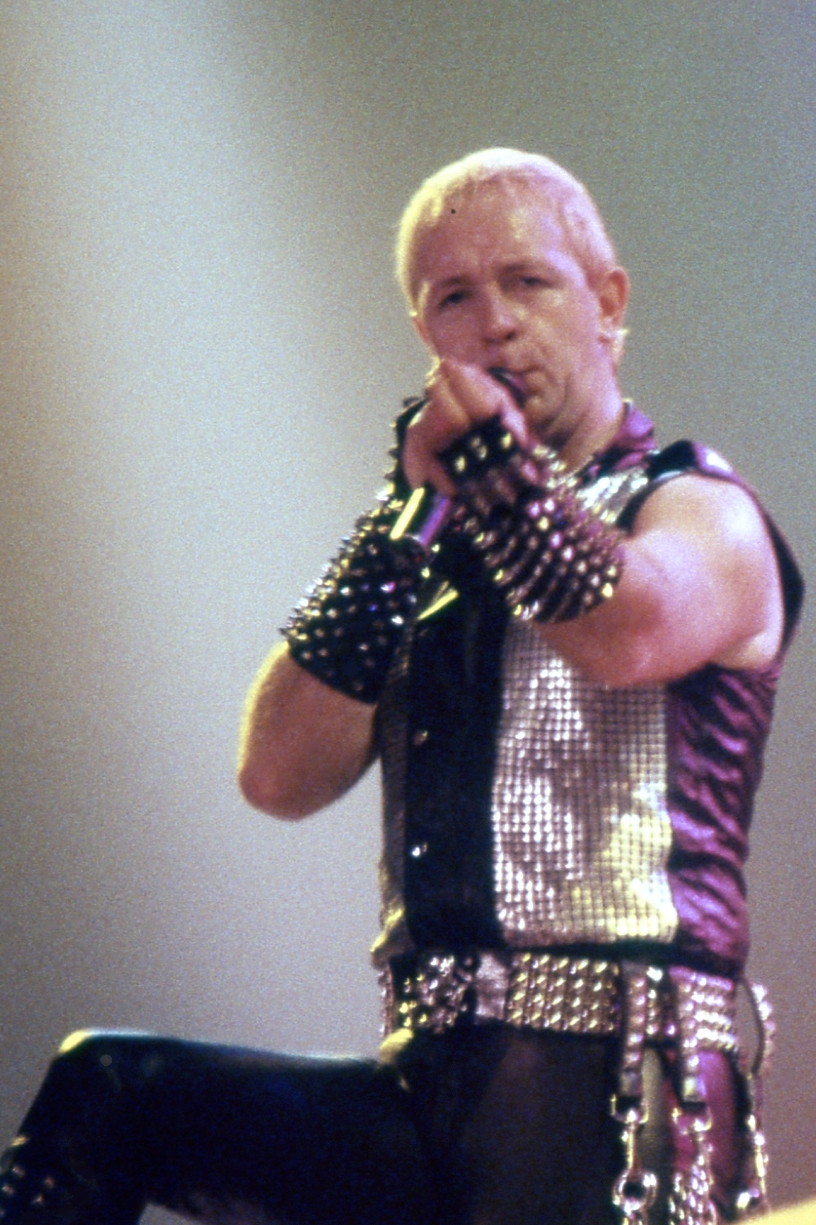
Роб Хэлфорд в составе Judas Priest (3 февраля 1984)

В августе 1974 года группа дебютировала с синглом «Rocka Rolla», а через некоторое время был издан одноимённый альбом. Следующими альбомами были Sad Wings of Destiny (1976), который включал различный старый материал; Sin After Sin (1977) и альбомы 1978 года Stained Class и Killing Machine (изданный в США как Hell Bent for Leather).
В 1980 году группа выпустила British Steel. Песни в альбоме были короткими и ориентированными на радио-формат. Альбом 1981 года Point Of Entry также приносит коллективу значительный успех. Альбом 1982 года Screaming for Vengeance достиг немалого успеха в США с хит-синглом «You’ve Got Another Thing Comin'». В 1984 году группа выпускает самый прибыльный за всю историю группы альбом Defenders Of The Faith, песни которого становятся общемировыми хитами и долго находятся на вершине хит-парадов. Turbo был издан в 1986 году, в соответствии с модой на новые технологии в музыке коллектив первый из хэви-метал групп использовал в записи гитарные синтезаторы. В 1988 году был издан Ram It Down, а через 2 года — ультраскоростной и по-настоящему тяжелый альбом Painkiller, в котором Judas Priest показывает не только скорость, но и высокую технику исполнения.
В сумме Judas Priest записали с Хэлфордом 15 студийных и три концертных альбома, которые получали различные отзывы критики и принесли коммерческий успех. По всему миру было продано свыше 35 млн альбомов.

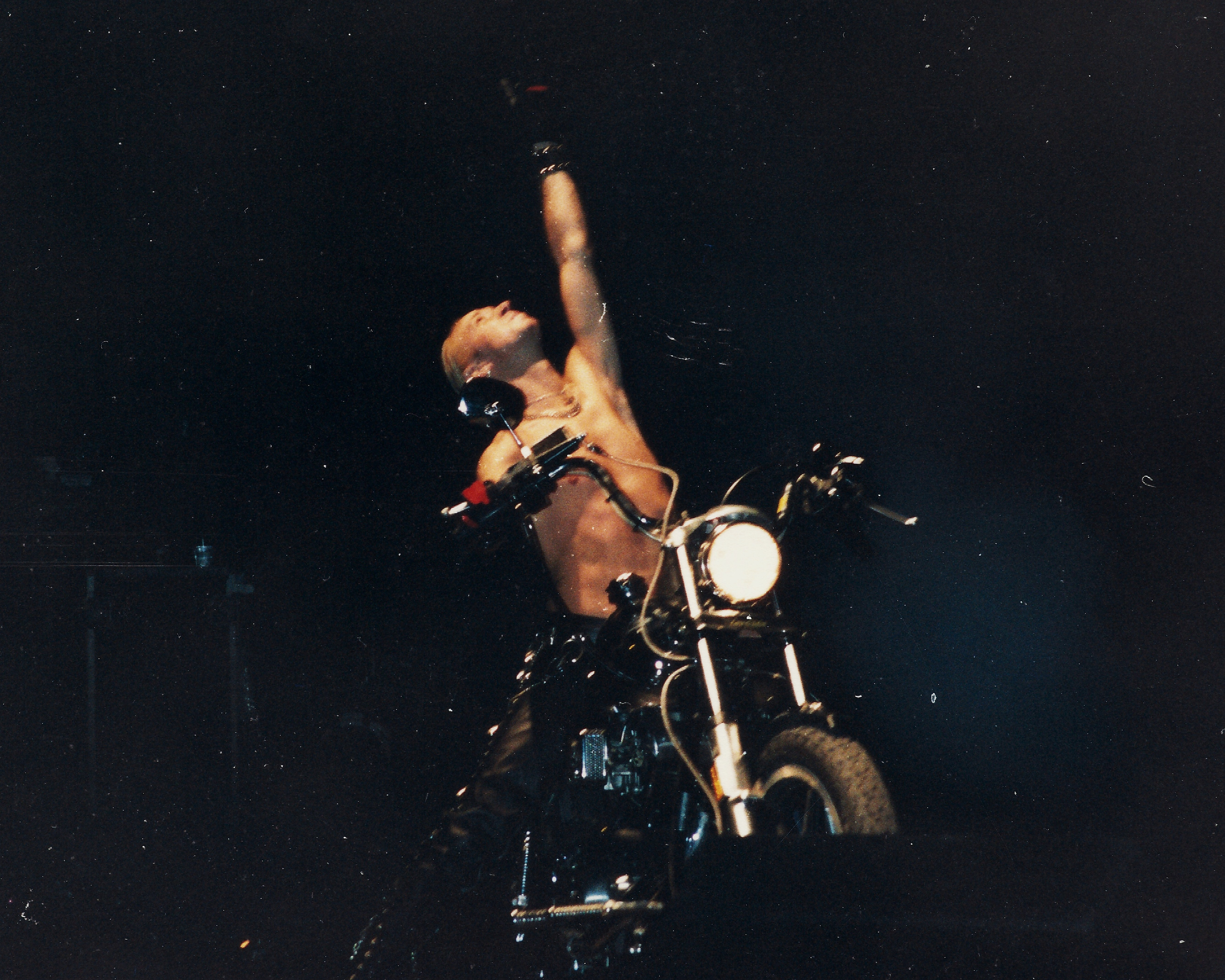
Роб Хэлфорд в составе Judas Priest (1988)

Во время тура в поддержку Painkiller на одном из концертов Хэлфорд поднимался на сцену на мотоцикле Harley-Davidson, одетый в кожу, что было одним из элементов его сценического шоу. Из-за облака сухого льда музыкант врезался в подъёмник барабанной установки, после чего на время потерял сознание. Доиграв концерт, Хэлфорд был госпитализирован. Впоследствии данный инцидент трактовался как предвестие ухода певца из группы, поскольку уже 4 июля 1992 года на пресс-конференции, проведённой в Лос-Анджелесе, Хэлфорд объявил о создании своей собственной группы Fight и собственной менеджментовой компании, которая будет помогать молодым начинающим музыкантам. Вместе с тем Хэлфорд опроверг слухи о наличии ВИЧ-инфекции и уходе из Judas Priest.
Однако последующие события привели к тому, что опасения поклонников группы подтвердились: не имея возможности подписать Fight на CBS, с которыми был заключён контракт у Judas Priest, Хэлфорд заявил, что покидает группу, дабы порвать связи с отвергшей его сольную группу компанией звукозаписи и раздобыть действительно стоящий контракт для своего коллектива.

### Сольное творчество
Первая сформированная им группа называлась Fight, участниками которой стали барабанщик Judas Priest Скотт Трэвис (англ. Scott Travis), басист Джей Джей (англ. Jay Jay) и гитаристы Брайан Тайлз (англ. Brian Tilse) и Расс Пэриш (англ. Russ Parish). Коллектив выпустил две пластинки: War of Words (1993) и, после увольнения Пэриша и заменой его Марком Чоуси (англ. Mark Chausee), A Small Deadly Space (1995). В то время как первый релиз был откровенной грубой метал-записью, то второй имел гранжевый оттенок, что стало неприятной неожиданностью для поклонников Хэлфорда.
Между выходами двух альбомов Fight был издан EP «Mutations», которые включил студийную версию «War of Words», концертные номера и индустриальные ремиксы песен из первого альбома группы. Незадолго до этого группа записала песню «Light Comes Out of Black» для фильма 1992 года «Баффи — истребительница вампиров». Песня включала музыку, предложенную Pantera, хотя благодарность им в титрах не была указана.
Прохладная реакция поклонников и критиков на второй релиз Fight, а также текущие тенденции в музыкальной индустрии, всецело повернувшейся в середине 1990-х гг. к гранджу и альтернативному року, побудили Хэлфорда распустить коллектив.
Однако долго без работы вокалист находиться не мог, и уже в скором времени Хэлфорд в сотрудничестве с гитаристом Джоном Лоури (англ. John Lowery) создал индастриал-проект 2wo, продюсером которого выступил Трент Резнор. Материал, полученный в результате этого сотрудничества, был издан на лейбле Nothing Records.
Хэлфорд вернулся к своим метал-корням с созданием новой группы Halford, в состав которой вошли бывший участник Riot и Spastic Ink барабанщик Бобби Джарзомбек (англ. Bobby Jarzombek), гитаристы Патрик Лачман (англ. Patrick Lachman) (экс-State of the art, Diesel Machine) и Майк Класяк (англ. Mike Chlasciak), а также коллега Роба по Two басист Рэй Риндо (англ. Ray Riendeau).
После публикации на личном сайте Хэлфорда трека «Silent Screams» фирма Sanctuary изъявила желание подписать контракт с музыкантом, результатом чего стал выход тепло встреченного, как журналистами, так и поклонниками альбома Resurrection (2000), продюсером которого выступил Рой Зи. Журнал Classic Rock назвал этот релиз «возможно лучшим альбомом, который Judas Priest так никогда и не записали».
Следующие за выходом альбома полгода музыкант провёл в концертах по всему миру. Приблизительно 93 концерта были сыграны в странах Северной и Южной Америки, Европе и Японии. Тур увенчался выступлением на фестивале Rock In Rio в Бразилии, где Halford выступили перед двухсоттысячной аудиторией, в то же время куда большее количество поклонников группы могли наблюдать выступление по Интернету. Первое мировое турне группы было запечатлено в двухдисковом концертном альбоме Live Insurrection, который среди прочих примечательностей вместил в себя «живую версию» песни «The One You Love To Hate», исполненную в Лондоне Хэлфордом и Брюсом Дикинсоном (Iron Maiden).
В том же году музыканты Halford занялись сторонними делами: Майк выпустил свой третий сольный альбом The Spilling, Джарзомбек и Риндо работали в Spastic Ink, а Лачман создал новый проект с лидером Prong Томми Виктором и барабанщиком Дэном Лаудо.
Тем не менее в 2002 году вышел новый альбом группы под названием Crucible.
Я думаю, что проник ещё ближе к сердцу метал-сообщества с этим альбомом, — говорил сам Роб. — Он демонстрирует всё, что метал действительно значит для меня, и мы постарались донести этот материал до слушателя разными способами. Мы также попытались усовершенствовать наше звучание в соответствии с духом времени.
Оригинальный текст (англ.)
I think I've penetrated even closer to the heart of the metal community with this new album, says Rob proudly. It shows all the wonderful things that metal really means to me, and we've offered many different ways of presenting it to the listener. But we've also tried to advance the sound, so that it fits comprehensively into today's musical world.
Crucible был издан на Metal-Is/Sanctuary Records 24 июня в Европе и 25 июня в остальном мире. Вслед за выходом альбома последовало новое мировое турне, начало которого было положено выступлением на Sweden Rock Festival 7 июня 2002 года.
Вслед за этим выступлением последовала серия концертов команды на различных европейских фестивалях как Gods Of Metal, Rockwave, With Full Force и других. На них Хэлфорд и его группа исполняли не только свои композиции, но и классику из репертуара Judas Priest.
Вслед за Европой Halford посетили Северную Америку. Правда, в этом турне не принимал участие Лачман, поскольку был занят работой в Diesel Machine. Его обязанности пришлось выполнять продюсеру группы Рою Зеду. Он же занимал место гитариста и на японских гастролях, которые команда провела в компании с дэт-метал-группой Children of Bodom.
В апреле 2003 года из-за обострившихся личных проблем группу покинул Рэй Риндо, на место которого был приглашён Майк Дэвис из Lizzy Borden.
В скором времени группа Хэлфорда и их менеджер Джон Бэкстер покинули Sanctuary Records за два альбома до истечения контракта. Поводом стала обида на Рода Смоллвуда и его людей за недопродвижение последнего альбома Crucible с конечной целью вернуть Роба в Priest. Планируемый новый альбом Хэлфорд собирался профинансировать сам, однако планам не суждено было сбыться: вопреки многочисленным заявлениям о невозможности воссоединения с Judas Priest 11 июля 2003 года состоялось событие, которое поразило весь музыкальный мир: после 12 лет сольной карьеры Роб Хэлфорд объявил о своём возвращении в Judas Priest.

#### Выступления сBlack Sabbathи Trinity
В самом начале своей сольной карьеры Хэлфорд на два выступления стал вокалистом Black Sabbath, поскольку заменял Ронни Джеймса Дио в ноябре 1992 года. Сам Ронни принял решение покинуть группу, когда Оззи Осборн в очередной раз заявил об уходе со сцены и пригласил Black Sabbath открывать два его прощальных концерта, которые таковыми не оказались. Дио счел это унижением, но он умудрился сохранить лицо благодаря удачному стечению обстоятельств: его контракт истекал 13 ноября 1992 года, а концерты Оззи были запланированы на 15-е и 16-е. Роб Хэлфорд, который являлся давним другом Дио и земляком Sabbath, пришёл на помощь коллегам.
25 августа 2004 года (на свой 53-й день рождения) он опять был приглашён на место вокалиста группы для концерта на Оззфесте, поскольку Оззи Осборн не мог выступать из-за бронхита.
Ещё одно знаменательное сотрудничество произошло во время проведения мирового турне The Brave New World tour Iron Maiden, в котором британских металлистов сопровождали Halford и Queensrÿche: во время выступления Halford Роб Хэлфорд, Брюс Дикинсон (вокалист Iron Maiden) и Джефф Тэйт (вокалист Queensrÿche) выходили на сцену вместе для исполнения песни «The One You Love To Hate» (из альбома Роба Resurrection 2000 года). Этот альянс породил массу слухов о грядущем совместном альбоме трёх вокалистов под названием The Three Temors (или Trinity), примерной датой релиза называлось лето 2001 года. Продюсерами альбома должны были выступить Рой Зи и Род Смоллвуд. Грядущий релиз должен был содержать по одной песне из творчества Iron Maiden, Judas Priest, Queensrÿche, сольных работ Дикинсона и Хэлфорда, а также несколько кавер-версий. Уже в конце 2000 года представители Sanctuary Records опровергли возможность записи диска, тогда как Роб Хэлфорд в то же время обещал его появление в конце 2001 года. Финальный аккорд поставил Дикинсон, который в октябре 2001 года заявил, что музыканты заняты своей основной работой и им не хотелось бы подставлять Sanctuary Records, выпуская достаточно сырой материал. С того времени музыканты хранят по этому поводу молчание, а фирма Sanctuary Records отрицает наличие каких-либо письменных договоренностей между артистами.

### Возвращение «Бога метала»
Воссоединение с Judas Priest обсуждалось долгое время, как минимум с момента выхода альбома Resurrection, который некоторые критики назвали больше похожим на творчество Judas Priest, чем предыдущий альбом группы Jugulator (1997). Долгое время Хэлфорд утверждал, что не собирается возвращаться в Judas Priest, однако в январе 2003 года барабанщик Скотт Трэвис публично признался в интервью Brave Words & Bloody Knuckles: «Мы надеемся, Роб воссоединится с группой и мы отправимся в турне этим летом. Теперь всё зависит от него, он должен принять решение».
С опровержениями слухов о воссоединении выступали как менеджер Judas Priest, так и сам Хэлфорд. Однако около полугодичные ожидания оправдались: в июле 2003 года стало известно об окончательном решении воссоединиться. Вместе с Хэлфордом группа выпустила альбом Angel of Retribution, а затем и DVD Rising in the East, фиксирующий выступление группы в Токио в поддержку нового альбома.
Летом 2006 года в прессе появилось заявление Хэлфорда о создании группой нового, на этот раз концептуального, альбома, основу сюжета которого составит история о Мишеле Нострадамусе — французском предсказателе XVI века. Ожидаемый альбом Nostradamus был выпущен в 2008 году.
В то же время гитарист Halford Metal Mike подтвердил слухи о выходе в 2008/2009 гг. нового альбома сольной группы Бога Метала.

### Сотрудничество сFive Finger Death Punch
Роб Хэлфорд о сотрудничестве с Five Finger Death Punch.
Я получил e-mail от парней из FFDP. Они говорили, что у них есть клевая песня (Lift Me Up) и задавались вопросом, мол, а есть ли шанс поработать со мною, ну чтобы я исполнил один из куплетов этой песни. Я попросил их отправить мне этот трек и сразу же послушав его, сказал — «Черт, я хочу в этом участвовать!». Через несколько дней я прилетел в Лас-Вегас и мы записали её. Впервые встретив парней я подумал — «Хм, действительно крутые хлопцы, ещё и рубят хорошую музыку», и в итоге, мы быстро сдружились. Уже немного позже, я получил ещё один звонок от них — «Хей, мы собираемся на Golden Gods Awards. Есть вариант исполнить там наш совместный трек?», на что я ответил фразой «Конечно, давайте сделаем это»

## Голос и стиль

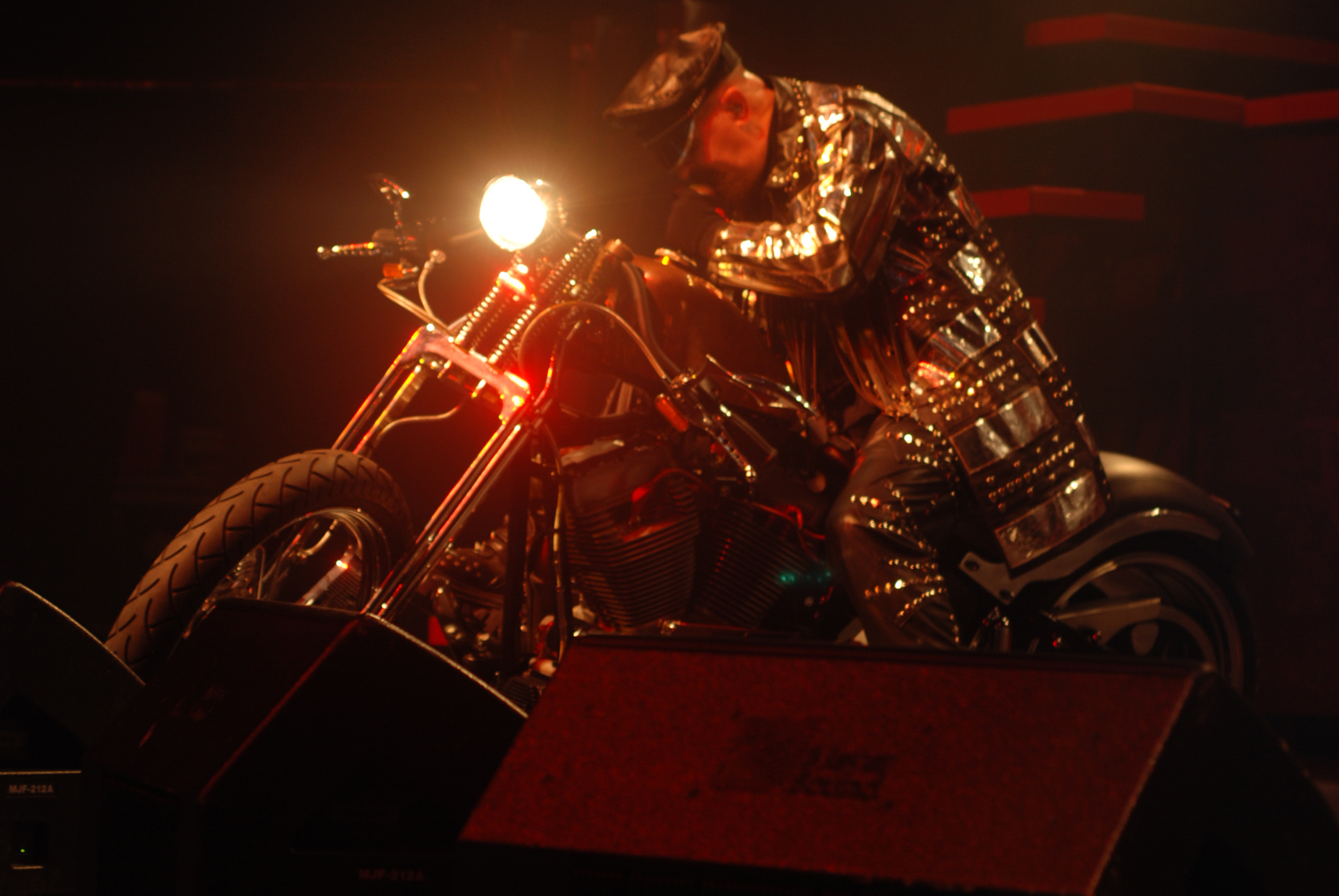
Роб Хэлфорд на Harley-Davidson

Хэлфорд — обладатель одного из самых сильных и высоких голосов в метале, что вместе с его артистичной харизмой позволяет ему исполнять песни в очень широком вокальном диапазоне. Продюсер Хэлфорда Рой Зи в одном из своих интервью заявил, что Роб имеет около 16 различных голосов. Также он рассказал историю о том, как во время одного из саундчеков у группы возникли проблемы с микрофоном для вокалиста, и, в то время как музыканты играли на полную громкость, Роб пел без микрофона и его голос прорывался сквозь музыку из колонок. Также говорят, что на одном из концертов в 1975 году Хэлфорд побил отметку в 1610 Гц. В то же время, вопреки распространённому мнению, певец берёт сверхвысокие ноты, не срываясь на фальцет.
Тем не менее, со временем Хэлфорду, по его собственному признанию, всё тяжелее в физическом плане исполнять некоторые сложные композиции. В интервью журналу Classic Rock он признался: «Я знаю, что кое-какие вещи спеть уже не в состоянии — пока что у меня получается „Run Of The Mill“ (из альбома Rocka Rolla), но петь её приходится в другом стиле».
Среди певцов, которые повлияли на него, Роб называет Фрэнка Синатру, Дэвида Байрона (Uriah Heep) и Роберта Планта (Led Zeppelin).
Хэлфорд также известен своим новаторством в сфере сценического имиджа, поскольку именно он привнёс в антураж металлистов кожаные одежды, металлические заклёпки и цепи, позаимствованные им в секс-шопах. Эти элементы одежды уже давно стали неотъемлемой частью сценических костюмов метал-групп и одеждой поклонников данного жанра, однако по-прежнему не так много людей подозревает о заимствовании этого имиджа из гомосексуальной среды.
По словам самого музыканта, сценический имидж исполнителей должен соответствовать музыке, которую они играют: «Когда ты играешь по-настоящему тяжёлые, колотящие энергичные аккорды и наводящие ужас риффы, ты должен выглядеть подобающе». Говоря о появлении кожаного имиджа Хэлфорда во время мирового турне 1978 года, Глэн Типтон заметил: «Именно тогда родился весь кожаный имидж, и теперь он просто не разделим с музыкой хэви-метал, как раньше — спандекс и атласные штаны или даже джинсы и футболки».

## Прочая деятельность
В 2002 году Хэлфорд сыграл эпизодическую роль разгневанного продавца секс-шопа в молодёжном фильме «Высший пилотаж». Ирония судьбы заключалась в том, что предлагая эту роль музыканту, режиссёр ленты Йонас Акерлунд не знал, что в молодости Роб подрабатывал на разных работах, в том числе и секс-шопах. Во время съёмок также выяснилось, что ещё один актёр, снимавшийся в этом фильме, Микки Рурк также в молодости работал продавцом в подобном магазине.
Хэлфорд — мультиинструменталист, и хотя сносно он играет лишь на губной гармошке и гитаре, но по его собственному признанию в достаточной степени, дабы помочь себе при написании песен, он играет на клавишных, бас-гитаре и барабанах.
В 1979 году Хэлфорд написал книгу «Library of Tears» («Библиотека слёз»), в которой рассказывалось о полоумном парне, который собирал человеческие слёзы и печали и жил за счёт страданий людей. Книга так никогда и не была издана, а сам автор утверждает, что не имеет понятия, где она сейчас находится.
В 2009 году Роб выпустил собственную линию одежды Metal God Apparel, которая включает преимущественно футболки. По словам музыканта, с юных лет он стремился реализовать много идей разного плана, осуществлением которых занимается и сейчас. Попасть в мир моды, которую Хэлфорд характеризует как «забавную и культурно важную», была одной из них.

## Личная жизнь
В 1998 году Роб в интервью каналу MTV признался в своей гомосексуальной ориентации.
Я думаю, ни для кого не секрет, что я был и остаюсь геем... Надеюсь, что есть люди, которые в состоянии это принять, несмотря на общую гомофобность нашего общества. Быть может, мой пример поможет кому-нибудь, особенно молодежи, открыться миру и жить свободно....
Его ориентация была известна другим участникам Judas Priest. Позже Хэлфорд признался, что его публичное признание в гомосексуальности не ударило по его карьере и репутации даже среди подростков.
Я разрушаю стереотип. Геи и лесбиянки есть во всех слоях общества, во всех профессиях. Мне просто довелось быть геем, который поет в метал-группе. Когда я в этом признался, я не думал о последствиях, я просто сказал. Многие ответили: «Ну и что?». Другие — «Будто мы этого не знали». С тех пор меня это не трогает, так оно и должно быть.
Оригинальный текст (англ.)I'm removing the stereotype. There are gay and lesbian people in all walks of life, in all different types of professions. I just happen to be a gay man who sings in a heavy metal band. When I made the statement, it was without thought or consequence, I just said it. ... A lot of people said, 'Yeah, so what?' A lot of other people went, 'Tell us something we didn't already know.' From that moment until now, I've been totally unaffected by it, which is the way it should be.

В одном из интервью, отвечая на вопрос о вере, Хэлфорд, не вдаваясь в подробности, отметил, что у него есть вера и обрёл он её в 1986 году, когда перестал принимать алкоголь и наркотики, осознав, что «[они] не нужны мне, чтобы писать музыку, или жить той жизнью, которой я хочу жить».

## Дискография
| Judas Priest - Rocka Rolla (1974) - Sad Wings of Destiny (1976) - Sin After Sin (1977) - Stained Class (1978) - Killing Machine (1978) - Unleashed in the East концертный альбом (1979) - British Steel (1980) - Point of Entry (1981) - Screaming for Vengeance (1982) - Defenders of the Faith (1984) - Turbo (1986) - Priest...Live! (1987) - Ram It Down (1988) - Painkiller (1990) - Metalogy бокс-сет (2004) - Angel of Retribution (2005) - Rising In the East DVD (2005) - The Essential Judas Priest сборник (2006) - Nostradamus (2008) - Redeemer of Souls (2014) - Firepower (2018) - Invincible Shield (2024) | Fight - War of Words (1993) - Nailed to the Gun Tour Single (1993) - Mutations (live album) EP (1994) - A Small Deadly Space (1995) - K5: The War of Words Demos (2007) - War Of Words — The Film (ноябрь 2007) 2wo - Voyeurs (1997) Halford - Halford I — Resurrection (2000) - Live Insurrection (2001) - Halford II — Crucible (2002) - Fourging The Furnace EP (Japan only release) (2003) - Metal God Essentials, Vol. 1 (2007) - Halford III — Winter Songs (2009) - Halford IV — Made of Metal (2010) Rob Haldord with family and friends - Celestial (2019) |